# Grande école
De grandes écoles zijn instellingen van hoger onderwijs in Frankrijk. Ze rekruteren hun studenten voornamelijk uit de classes préparatoires aux grandes écoles (CPGE). Samen met de universiteiten en de grands établissements maken ze deel uit van het Franse hoger onderwijs. Ze ontstonden halverwege de achttiende eeuw uit onvrede van de politieke wereld met de universiteiten. De eerste grandes écoles waren de écoles spéciales en dienden aanvankelijk vooral voor de vorming van de technische en militaire kaders van de staat.
De grandes écoles vormen een van de vele bijzonderheden van het Franse hoger onderwijs en vertonen enkele specifieke kenmerken: ze neigen minder naar onderzoek dan de universiteiten en hun studenten vullen een groot deel van de leidinggevende kaders in Frankrijk. Er studeren ook relatief weinig studenten van bescheiden afkomst af.
Een van de bekendste grandes écoles is de École nationale d'administration (ENA), waar zeven van de laatste twaalf Franse premiers studeerden.
De grandes écoles kunnen worden ingedeeld in zes grote categorieën:
1. Militaire scholen zoals de École spéciale militaire de Saint-Cyr of de École de l'Air voor de opleiding van officieren en gespecialiseerd personeel van het Franse leger;
2. Écoles normales supérieures (ENS) voor de opleiding van docenten en onderzoekers;
3. Ingenieursscholen zoals de École Polytechnique, Télécom ParisTech of CentraleSupélec voor de opleiding van ingenieurs;
4. Businessscholen zoals HEC, ESSEC Business School, ESCP Business School of KEDGE Business School voor de opleiding van managers en financiers;
5. Bestuurscholen zoals de Instituts d'Études Politiques of de bekende École nationale d'administration voor de opleiding van bestuurders, ambtenaren en diplomaten;
6. Journalistiek scholen voor de opleiding van journalisten.

Er bestaan ook unieke overige gespecialiseerde scholen zoals de École du Louvre voor kunstgeschiedenis, de École des hautes études en sciences sociales voor social wetenschappen, de École nationale des chartes voor geschiedenis en de École nationale supérieure des arts décoratifs voor kunst.